# Вожега (станция)
Во́жега — железнодорожная станция Северной железной дороги. Располагается в одноимённом посёлке городского типа Вологодской области.
Находится на линии Вологда I — Коноша I. Станция относится к Вологодскому региону СЖД.
Строительство станции Вожега началось в 1894 году на железной дороге Вологда — Архангельск. В 1895 году состоялось открытие станции.

## Инфраструктура
Ведётся приёмка и выгрузка грузов на подъездных путях и местах необщего пользования и допускаемых к хранению на открытых площадках общего пользования. Также ведётся приемка и выдача мелких отправок, и контейнеров брутто 3,3 (5) и 5,5 (6) тонн. Осуществляется продажа билетов на пассажирские поезда и выдача, приём багажа.
Станция электрифицирована. Имеется железнодорожный вокзал. На станции установлен паровоз-памятник Л-1273.

## Движение
На станции осуществляется пригородное сообщение. От Вожеги отправляются электропоезда: Вожега — Вологда I (2 раза в день), Вожега — Коноша I и Вожега — Коноша II.

### Дальнее сообщение
По состоянию на декабрь 2018 года на станции останавливаются следующие поезда дальнего следования:
| Круглогодичное обращение поездов | Круглогодичное обращение поездов | Круглогодичное обращение поездов | Круглогодичное обращение поездов |
| № поезда                         | Маршрут движения                 | № поезда                         | Маршрут движения                 |
| -------------------------------- | -------------------------------- | -------------------------------- | -------------------------------- |
| 9                                | Архангельск — Санкт-Петербург    | 10                               | Санкт-Петербург — Архангельск    |
| 15                               | Архангельск — Москва             | 16                               | Москва — Архангельск             |
| 77                               | Воркута — Санкт-Петербург        | 78                               | Санкт-Петербург — Воркута        |
| 79                               | Архангельск — Адлер              | 80                               | Адлер — Архангельск              |
| 97                               | Микунь — Санкт-Петербург         | 98                               | Санкт-Петербург — Микунь         |
| 115 «Поморье»                    | Северодвинск — Москва            | 116 «Поморье»                    | Москва — Северодвинск            |
| 117 «Поморье»                    | Архангельск — Москва             | 118 «Поморье»                    | Москва — Архангельск             |
| 143                              | Мурманск — Вологда               | 144                              | Вологда — Мурманск               |
| 375                              | Воркута — Москва                 | 376                              | Москва — Воркута                 |

| Сезонное обращение поездов | Сезонное обращение поездов | Сезонное обращение поездов | Сезонное обращение поездов |
| № поезда                   | Маршрут движения           | № поезда                   | Маршрут движения           |
| -------------------------- | -------------------------- | -------------------------- | -------------------------- |
| 187                        | Архангельск — Новороссийск | 188                        | Новороссийск — Архангельск |
| 221                        | Архангельск — Анапа        | 222                        | Анапа — Архангельск        |
| 257                        | Печора — Адлер             | 258                        | Адлер — Печора             |
| 261                        | Архангельск — Адлер        | 262                        | Адлер — Архангельск        |
| 267                        | Сосногорск — Новороссийск  | 268                        | Новороссийск — Сосногорск  |